# Włodzimierz Rudnicki (grafik)
Włodzimierz Rudnicki (ur. 1 stycznia 1942 w Łodzi) – polski grafik i bibliofil.

## Życiorys
Urodził się w rodzinie technika i robotnicy. Ma czworo rodzeństwa. Ukończył naukę w liceum plastycznym w Łodzi, a następnie studia na Wydziale Malarstwa i Grafiki Akademii Sztuk Pięknych w Krakowie (1962–1968), studiując w pracownicach Wacława Taranczewskiego (malarstwo) i Mieczysława Wejmana (grafikę). Po studiach powrócił do Łodzi, gdzie został członkiem Związku Polskich Artystów Plastyków i pracował jako plastyk oraz dokształcał się biorąc udział w seminariach dla projektantów przemysłowych organizowanych przez Instytut Wzornictwa Przemysłowego w Warszawie. W tym czasie również realizował prace projektowe za pośrednictwem Zakładów Artystycznych ZPAP, m.in.: druki akcydensowe, plakaty, znaki firmowe, medale, projekty wnętrz i ich wyposażenia.
Od połowy lat 90. jest zaangażowany w działalność bibliofilską. W 2000 roku został członkiem Łódzkiego Towarzystwa Przyjaciół Książki, w którym został wiceprezesem. Jest również członkiem Towarzystwa Bibliofilów Polskich w Warszawie. Jest redaktorem graficznym czasopisma „Akapit”, w 2017 roku był inicjatorem powstania nowego nagrobka Przecława Smolika – nestora bibliofilów.

## Realizacje
Rudnicki jest projektantem i wydawcą kilkudziesięciu druków bibliofilskich, ponadto zaprojektował:
- Znak firmowy Łódzkich Zakładów Kinotechnicznych „Prexer” (1968),
- Nagrodę „Złota Nitka”, przyznawaną przez Międzynarodowe Targi Łódzkie,
- projekty dla Teatru Lalki i Aktora „Pinokio” w Łodzi[1].

## Wyróżnienia
- Order za zasługi w dziedzinie bibliofilstwa nadany przez Kapitułę Orderu Białego Kruka ze Słonecznikiem Lubelskiego Towarzystwa Miłośników Książki (2016),
- tytuł Dostojnej Makulatury nadany przez Rycerski Zakon Bibliofilski z Kapitułą Orderu Białego Kruka w Krakowie,
- Odznaka honorowa „Zasłużony dla Kultury Polskiej” (2011),
- Odznaka „Za Zasługi dla Miasta Łodzi” (2016),
- Brązowy medal „Zasłużony Kulturze – Gloria Artis”[1].